# نوليس
بلدية نوليس (بالإسبانية: Nules)‏، هي إحدى بلديات مقاطعة كاستيلون التي تقع في منطقة بلنسية، في شرق إسبانيا.
يبلغ عدد سكانها 12.666 نسمة وفقاً لإحصائية سنة (2006).